# ジグメ・ティンレー
ジグメ・エーセール・ティンレー（ゾンカ語: འཇིགས་མེད་འོད་ཟེར་འཕྲིན་ལས།, ラテン文字転写: Jigme Yoser Thinley）は、ブータンの政治家。同国首相を3期務めた（第2・7・12代）。下院議員。
日本の報道では「ジグミ・ティンレイ」とも表記される。

## 経歴
父は歴代国王の側近であった。1976年、アメリカ合衆国ペンシルベニア大学で公共政策の修士号を取得。帰国後は国家公務員となり、様々な官職を歴任した。
1998年、国民議会における閣僚候補信任投票で候補中最多票を獲得し、閣僚評議会入りして外務大臣に就任した。また、任期中に閣僚評議会議長（閣僚輪番制の首相相当職）も務めた。2003年、閣僚評議会の改組で再度信任投票を受け、再び最多票を獲得する。閣僚評議会では内務文化大臣に就任し、閣僚評議会議長も務めた。
閣僚在任中、1期目の1999年6月、2期目の2006年10月に1回ずつ訪日したほか、2005年にも訪日し、愛知万博に足を運んでいる。
2007年8月、ブータンで新たに組織された政党の1つであるブータン調和党（DPT）の党首に選出された。翌2008年3月24日、初の普通選挙による国民議会（下院）選挙で、DPTはサンゲ・ゲドゥプが率いる国民民主党（PDP）を破り、全47議席中45議席を占める圧勝を収めた。この結果、同年4月9日にジグメ・ティンレーはブータン史上初の民選首相に任命された。
首相就任後、それまでのほぼインド一辺倒だったブータンの外交を、多方面への拡大路線に変更し、特に中国に接近している。この動きに、インドは補助金などの支援を減らした。ジグメ・ティンレー政権が倒れた後、インドは減らした支援を復活させている。